# (37735) Riccardomuti
(37735) Riccardomuti est un astéroïde de la ceinture principale.

## Description
(37735) Riccardomuti est un astéroïde de la ceinture principale. Il fut découvert le 1er novembre 1996 à Colleverde par Vincenzo Silvano Casulli. Il présente une orbite caractérisée par un demi-grand axe de 2,34 UA, une excentricité de 0,26 et une inclinaison de 5,8° par rapport à l'écliptique.
Il est nommé d'après le chef d'orchestre italien Riccardo Muti.